# Human Nature (singel Madonny)
Human Nature – czwarty i ostatni singel promujący album Madonny pt. Bedtime Stories. Singel poradził sobie na listach przebojów jeszcze gorzej niż jego poprzednik Bedtime Story. Madonna zdecydowała się jednak wydać utwór na singlu by ostatecznie rozliczyć się ze swoją seksualną erą. Piosenkarka stwierdza w tekście piosenki, iż nie żałuje niczego co do tej pory zrobiła i otwarcie śmieje się w oczy tym, którzy spowodowali nagonkę na jej album Erotica wydany w 1992 roku. Piosenka ze względu na wulgarne słowa zawarte w tekście musiała zostać ocenzurowana zanim trafiła do stacji radiowych. Wersję ocenzurowaną umieszczono na kompilacji GHV2 wydanej w 2002 roku.

## Teledysk
Wideoklip do utworu został wyreżyserowany przez Jeana Baptiste-Mondina. W teledysku piosenkarka odgrywa rolę surowej, ale wesołej dominy. Sześciany, w których Madonna tańczy, zaciskane na niej liny, łańcuchy, a także bat symbolizują brak wolności słowa oraz krytykę odważnych poglądów jakie Madonna wygłosiła na albumie Erotica. W teledysku piosenkarka i tancerze wykonują bardzo skomplikowane i oryginalne układy choreograficzne. Wideoklip dostał dwie nominacje do nagród MTV Video Music Awards m.in. w kategorii za najlepszą choreografię.

## Listy sprzedaży
| Kraj              | Najwyższa pozycja | Sprzedaż |
| ----------------- | ----------------- | -------- |
| Australia         | 17 (3 tygodnie)   | 15 000   |
| Brazylia          | 6                 | -        |
| Europa            | 16                | -        |
| Finlandia         | 11                | -        |
| Japonia           | 10                | 26 000   |
| Kanada            | 9                 | 20 000   |
| Niemcy            | 50                | 50 000   |
| Stany Zjednoczone | 40 (3 tygodnie)   | 194 000  |
| Szwajcaria        | 17                | -        |
| Wielka Brytania   | 8                 | 85 000   |
| Włochy            | 10                | -        |